# دهستان جغین شمالی
دهستان جغین شمالی، یکی از دهستان‌های بخش جغین شهرستان رودان در استان هرمزگان ایران است. مرکز این دهستان، شهر بالاشهر است.

## جمعیت
بر پایه سرشماری عمومی نفوس و مسکن در سال ۱۳۹۵، جمعیت دهستان جغین شمالی برابر با ۸٬۱۰۵ نفر بوده‌است.